# Ecologia dei media
L'ecologia dei media (media ecology) è un campo di studi interdisciplinare che ha per oggetto le forme espressive della cultura umana a partire dalla loro dimensione sistemica. Secondo questo approccio, i media sono concepiti in quanto ambienti all'interno dei quali ha luogo l'esperienza individuale e sociale.

## Definizioni
Lo studioso statunitense Neil Postman è stato il primo, nel 1968, a introdurre l'espressione ecologia dei media, definendola come «lo studio dei media in quanto ambienti […], il modo in cui i media influenzano la percezione e la conoscenza, le emozioni e i valori umani». Nel 1973 Christine Nystrom, allieva di Postman, descriveva l'ecologia dei media come «una prospettiva, o una metadisciplina emergente».
Il termine ecologia è adoperato da Postman in senso letterale, dall'unione del greco oikos, casa, abitazione, dimora, e logos, discorso, e applicato allo studio dell'ambiente dei media. Secondo l'autore, infatti, i media «non sono dei veri strumenti per facilitare le cose. Sono degli ambienti [...] all'interno dei quali noi scopriamo, modelliamo ed esprimiamo in modi particolari la nostra umanità».
Lo studioso statunitense Lance Strate ha descritto l'ecologia dei media come «lo studio dell'ambiente dei media, secondo l'idea che la tecnica e le tecnologie, i processi dell'informazione e i codici della comunicazione giochino un ruolo primario nelle questioni umane». Secondo Casey Man Kong Lum l'ecologia dei media come va compresa a partire dall'intreccio tra cultura, tecnologia e comunicazione, tre ambiti definiti secondo una prospettiva sistemica e interdisciplinare. Carlos Scolari attribuisce all'ecologia dei media un ruolo essenziale per comprendere l'influenza delle tecnologie della comunicazione sulla cultura umana . Secondo Paolo Granata, l'ecologia dei media è «l'habitat all'interno del quale individuare le radici profonde dei cambiamenti che danno forma alla cultura umana. [...] Un medium è un ambiente – culturale, tecnologico, comunicativo –, un contesto che dà forma all'esperienza di ogni essere umano».

## Precursori
I principali autori di riferimento nella tradizione intellettuale dell'ecologia dei media sono, sul versante nordamericano, Lewis Mumford, Susanne Langer, Gregory Bateson, Charles Cooley, Harold Innis, Eric Havelock, Marshall McLuhan, Edmund Carpenter, Walter J. Ong, Edward T. Hall, Neil Postman, Benjamin Whorf; sul versante europeo Walter Benjamin, Jacques Ellul, Jack Goody, Friedrich Kittler, Niklas Luhmann.

## Scuole di pensiero
La tradizione intellettuale dell'ecologia dei media è radicata in diverse scuole di pensiero. In particolare la Scuola di Toronto, la Scuola di New York, la Scuola di Chicago, la Scuola di Palo Alto.

## Organizzazioni
L'interesse nei confronti dell'ecologia dei media è sostenuto dall'associazione internazionale Media Ecology Association, istituita nel 1998. L'organo ufficiale dell'associazione è la rivista Explorations in Media Ecology 